# إيرنيستو غونيي
إيرنيستو غونيي (بالإسبانية: Ernesto Goñi)‏ (13 يناير 1985 في الأوروغواي - ) هو لاعب كرة قدم أوروغواني في مركز الدفاع. لعب مع إستوديانتيس دي لا بلاتا وتيغري وكيلمس ونادي ألميريا ونادي راسينغ مونتيفيديو وناسيونال ماديرا وناسيونال مونتيفيديو.

## وصلات خارجية
- إيرنيستو غونيي على موقع إي إس بي إن إف سي (الإنجليزية)
- إيرنيستو غونيي على موقع قاعدة بيانات كرة القدم.إي يو (الإنجليزية)
- إيرنيستو غونيي على موقع Soccerbase.com (لاعب) (الإنجليزية)
- إيرنيستو غونيي على موقع Soccerway.com (الإنجليزية)
- إيرنيستو غونيي على موقع AS.com (الإسبانية)